# Peter Paul Gantzer

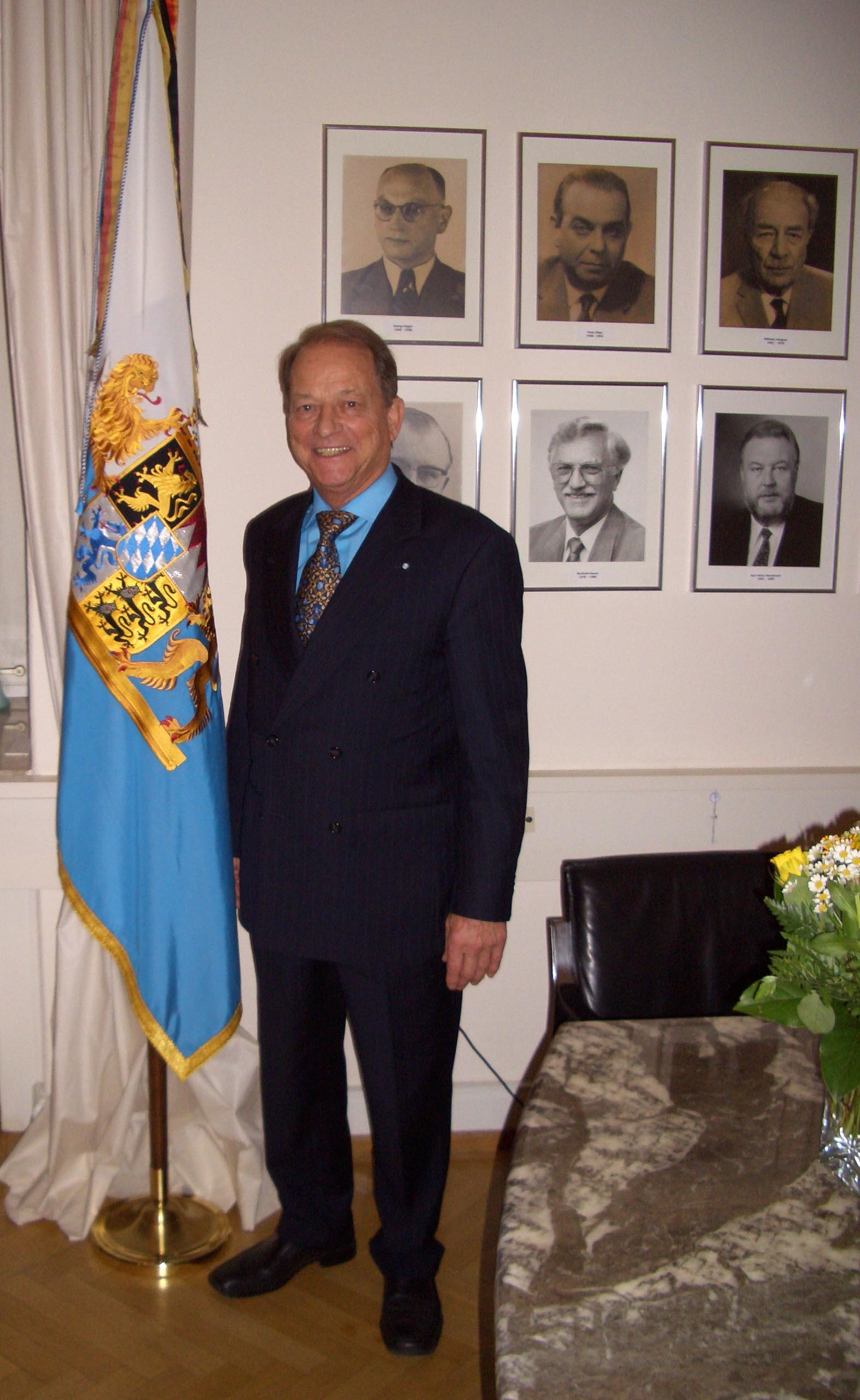
Peter Paul Gantzer

Peter Paul Gantzer  (* 20. November 1938 in Breslau) ist ein deutscher Politiker der SPD. Er gehörte von 1978 bis 2018 dem Bayerischen Landtag an.

## Leben und Beruf
Gantzer leistete ab 1959 seinen Wehrdienst ab und nahm regelmäßig an Wehrübungen bei Reservisten-Einheiten teil. Zuletzt (1993) war er als Oberst d. R. Kommandeur des Jägerregiments 86 Altbayern.
Ab 1961 studierte Gantzer in München Jura. Er war von 1972 bis 2005 Notar in München. Seit 1976 ist er als Lehrbeauftragter, seit 1991 als Honorarprofessor für Bürgerliches und Grundbuchrecht an der Universität der Bundeswehr München tätig. Von 1996 bis 2008 war er Präsident der Deutsch-Spanischen Juristenvereinigung. Gantzer ist Verfasser von rechtswissenschaftlichen Aufsätzen und Büchern, u. a. des Werkes „Spanisches Immobilienrecht“, des deutschen Standardwerks zum spanischen Grundstücksrecht.
Peter Paul Gantzer ist passionierter Fallschirmspringer, mit über 4000 Sprüngen. Er ist Mitinhaber mehrerer bayerischer, deutscher und Weltrekorde im Freifallformationsspringen in der Kategorie Größte Formation und des Nordpol-Formationsrekords. 
Er ist verheiratet und hat zwei Söhne. Er lebt in Haar.

## Politik
Gantzer ist seit 1969 Mitglied der SPD. Von 1974 bis 1999 war er Vorsitzender des SPD-Kreisverbands München-Land sowie mehrmaliges Kreistagsmitglied. Er wurde 1978 über die Bezirksliste Oberbayern in den Bayerischen Landtag gewählt, dem er bis 2018 angehörte. Seine Schwerpunkte in der parlamentarischen Arbeit waren Innere Sicherheit, Polizeifragen und Verteidigung, er war Mitglied des Ausschusses für Verfassung, Recht, Parlamentsfragen und Verbraucherschutz und der G10-Kommission. 2008 und 2013 war Gantzer Alterspräsident und von 2003 bis 2009 Vizepräsident des Landtags. Er ist Ehrenkommissar der Bayerischen Polizei.
Seit Mai 2020 ist er Mitglied des Gemeinderates in Haar bei München.

## Auszeichnungen
- 2004: Bundesverdienstkreuz (I. Klasse)
- Bayerischer Verdienstorden
- Ehrenkreuz der Bundeswehr in Gold
- Ritterkreuz des Ordens Isabel la Católica, verliehen durch den Spanischen König
- Bayerische Verfassungsmedaille in Gold
- Ehrenkommissar der Bayerischen Polizei